# فورشهایم (اوبرفرانکن)
شهر فورشهایم در ایالت بایرن در کشور آلمان واقع شده‌است.